# Cratere Shirakatsi
Shirakatsi è un cratere lunare di 48,13 km situato nella parte sud-occidentale della faccia nascosta della Luna.